# تواصل ذكي
الشبكة الذكية (IN) هي هيكل الشبكة المعيارية في توصيات سلسلة ITU-T Q.1200 . وصممت مخصصة لشبكات الاتصالات الثابتة والمحمولة. وتقوم بالسماح للمشغلين بتمييز أنفسهم من خلال تقديم خدمات ذات قيمة مضافة وبالإضافة إلى خدمات الاتصالات الثابتة مثل PSTN وISDN على الشبكات الثابتة وخدمات GSM وعلى الهواتف المحمولة أو الأجهزة المحمولة الأخرى.
وتتوفر الذكاء الصناعي من خلال عقد الشبكة على طبقة الخدمة، والتي تختلف عن طبقة التبديل للشبكة الأساسية، وعلى عكس ذلك هي الحلول القائمة على الذكاء في المفاتيح أو اللوازم الأساسية. وعادةً ما تكون عقد IN مملوكة لمقدمي حدمات الاتصالات مثل شركة الهاتف أو مشغل الهاتف المحمول.
ويتم دعم IN بواسطة بروتوكول نظام التشوير رقم 7 (SS7) من بين مراكز تبديل الشبكة التي يملكها مشغلو الشبكات وعقد الشبكة الأخرى.

## أمثلة على خدمات IN
- التلفاز
- فحص المكالمات
- إمكانية نقل الرقم المحلي
- مكالمات مجانية / هاتف مجاني
- مكالمات مسبقة الدفع
- اتصال بطاقة الحساب
- الشبكات الخاصة الافتراضية (مثل الاتصال الجماعي بالعائلة)
- خدمة Centrex (Virtual PBX)
- خطط الأرقام الخاصة (مع بقاء الأرقام غير منشورة في الدلائل)
- خدمة اتصالات شخصية عالمية (رقم هاتف شخصي عالمي)
- خدمة الاتصال الجماعي
- بادئة اتصال مجاني من الهواتف المحمولة في الخارج
- وصول سلس لرسائل الوسائط المتعددة من الخارج
- الشحن العكسي
- خصم منطقة المنزل
- مكالمات بسعر مميز
- توزيع المكالمات بناءً على معايير مختلفة مرتبطة بالمكالمة
  - التوجيه القائم على الموقع
  - التوجيه على أساس الوقت
  - التوزيع النسبي للمكالمات (مثل بين مركزين أو أكثر من مراكز الاتصال أو المكاتب)
- انتظار المكالمات
- تحويل المكالمة

## التاريخ والمفاهيم الأساسية
تم تطوير مفاهيم IN في الأصل كمعاييرمعمارية وبروتوكولات من قبل ITU-T، وهي لجنة التقييس التابعة للاتحاد الدولي للاتصالات؛ وكان لدى عدد من مزودي خدمات الاتصالات تطبيقات خاصة قبل ذلك. وكان الهدف الأساسي لـ IN هو تقوية خدمات الهاتف الأساسية التي تقدمها شبكات الاتصالات التقليدية، والتي عادة ما ترقى إلى إجراء واستقبال المكالمات الصوتية، وأحيانًا مع تحويل المكالمات. سيوفر هذا الأساس بعد ذلك أساسًا يمكن للمشغلين بناء خدمات عليه بالإضافة إلى تلك الموجودة بالفعل في مقسم هاتف قياسي.
وظهر وصف كامل لـ IN في مجموعة من معايير ITU-T المسماة Q.1210 إلى Q.1219، أو مجموعة القدرة الأولى (CS-1) كما أصبحت معروفة. وحددت هذه المعايير بنية كاملة بما في ذلك الرؤية المعمارية وآلات الحالة والتنفيذ المادي والبروتوكولات. وقد تم تبنيها عالميًا من قبل موردي ومشغلي الاتصالات، وعلى الرغم من استخلاص العديد من المتغيرات م اجل استخدامها في أجزاء مختلفة من العالم (انظر البدائل أدناه).
وبعد نجاح CS-1، قد تم اتباع مزيد من التحسينات في شكل CS-2. فعلى الرغم من اكتمال المعايير، إلا أنه لم يتم تنفيذها على نطاق فسيح مثل CS-1، ويرجع ذلك نصفيا نسبة إلى القوة المتزايدة للمتغيرات، ولكن كونها أيضًا جزئيًا لعلاج المشكلات التي دفعت التبادلات الهاتفية التقليدية إلى حدودها.
وكانت الضرورة إلى طريقة أكثر مرونة لإضافة خدمات متطورة إلى الشبكة الحالية هي الدافع الرئيسي وراء تطوير IN . ولذا كان من اللزوم تنفيذ جميع الميزات والخدمات الجديدة مباشرة في أنظمة التبديل الأساسية قبل تطوير IN. وبسبب ذلك اجريت دورات إصدار طويلة حيث وجب أن يكون اختبار البرنامج شاملا ومشددا لأجل منع إخفاق الشبكة. ونقلت معظم هذه الخدمات مع ظهور IN (مثل الأرقام المجانية وإمكانية نقل الأرقام الجغرافية) من الأنظمة الاساسية للتبديل إلى عقد قائمة بنفسها، مما أدى ذلك إلى إنشاء شبكة معيارية أكثر أمانًا قامت بالسماح لمقدمي الخدمة بتطوير الاختلافات والخدمات ذات القيمة المضافة لشبكاتهم من دون الحاجة إلى تقديم طلب إلى الشركة المصنعة للمحول الأساسي وانتظار عملية التطوير الطويلة. وكان الاستخدام الأولي لتكنولوجيا IN في خدمات ترجمة الأرقام، على سبيل المثال عند ترجمة الأرقام المجانية إلى أرقام PSTN عادية ؛ ومنذ ذلك الحين قد تم بناء خدمات أكثر تعقيدًا على IN ، مثل خدمات إشارات المنطقة المحلية المخصصة (CLASS) والمكالمات الهاتفية المدفوعة مسبقًا.

## هندسة SS7
ترتبطال مبادئ الرئيسية (العرض الوظيفي) المحيطة بخدمات IN أو العمارة بهندسة SS7 :
- توجد وظيفة تبديل الخدمة (SSF) أو نقطة تبديل الخدمة (SSP) في نفس الموقع مع مقسم الهاتف، وتعمل كنقطة انطلاق لخدمات أخرى يتم استدعاءها أثناء المكالمة. ويقوم SSP بتنفيذ آلة حالة المكالمة الأساسية (BCSM) وهي عبارة عن آلة حالة محدودة تمثل عرضًا تجريديًا لمكالمة من البداية إلى النهاية (بدون اتصال، الاتصال، الإجابة، بلا إجابة، مشغول، قطع الاتصال، إلخ.). عندما يتم اجتياز كل حالة، يواجه التبادل نقاط اكتشاف (DPs) حيث قد يستدعي SSP استعلامًا إلى SCP لانتظار المزيد من الإرشادات حول كيفية المتابعة. عادة ما يسمى هذا الاستعلام المشغل. ويتم تحديد معايير التفعيل بواسطة المشغل وقد تتضمن رقم اتصال المشترك أو الرقم المتصل به. SSF مسؤول عن التحكم في المكالمات التي تتطلب خدمات ذات قيمة مضافة.
- وظيفة التحكم في الخدمة (SCF) أو نقطة التحكم بالخدمة (SCP) هي مجموعة منفصلة من الأنظمة الأساسية التي تتلقى استعلامات من SSP. يحتوي SCP على منطق الخدمة الذي ينفذ السلوك الذي يرغب فيه المشغل، أي الخدمات. أثناء معالجة منطق الخدمة، يمكن الحصول على بيانات إضافية مطلوبة لمعالجة الاستدعاء من SDF. يتم إنشاء المنطق على SCP باستخدام SCE.
- وظيفة بيانات الخدمة (SDF) أو نقطة بيانات الخدمة (SDP) هي قاعدة بيانات تحتوي على بيانات إضافية للمشترك، أو بيانات أخرى مطلوبة لمعالجة مكالمة. على سبيل المثال، قد يتم تخزين الرصيد المتبقي المدفوع مسبقًا للمشترك في SDF ليتم الاستعلام عنه في الوقت الفعلي أثناء المكالمة. قد تكون SDF منصة منفصلة أو في موقع مشترك مع SCP.
- وظيفة إدارة الخدمة (SMF) أو نقطة إدارة الخدمة (SMP) هي منصة أو مجموعة من الأنظمة الأساسية التي يستخدمها المشغلون لمراقبة وإدارة خدمات IN. يحتوي على قاعدة بيانات الإدارة التي تخزن تكوين الخدمات، وتجمع الإحصائيات والإنذارات، وتخزن تقارير بيانات المكالمات وتقارير بيانات الأحداث.
- بيئة إنشاء الخدمة (SCE) هي بيئة التطوير المستخدمة لإنشاء الخدمات الموجودة في SCP. على الرغم من أن المعايير تسمح بأي نوع من البيئة، فمن النادر إلى حد ما رؤية لغات منخفضة المستوى مثل لغة C المستخدمة. بدلاً من ذلك، تُستخدم اللغات الرسومية المسجلة الملكية لتمكين مهندسي الاتصالات من إنشاء الخدمات مباشرة. عادة ما تكون اللغات من نوع الجيل الرابع، وقد يستخدم المهندس واجهة رسومية لإنشاء خدمة أو تغييرها.
- وظيفة الموارد المتخصصة (SRF) أو الطرفية الذكية (IP) هي عقدة يمكنها الاتصال بكل من SSP و SCP وتقديم موارد خاصة في المكالمة، تتعلق في الغالب بالاتصال الصوتي، على سبيل المثال لتشغيل الإعلانات الصوتية أو جمع نغمات DTMF من المستخدم.

## البروتوكولات
تستخدم البروتوكولات قياسية هادفة للتواصل مع بعضها البعض مثل العناصر الأساسية الموضحة أعلاه. ويتيح استخدام البروتوكولات القياسية للمصنعين المختلفين بالتركيز على أجزاء مختلفة من الهندسة والتأكد من عملهم جميعًا معًا في أي مجموعة.
وتعتمد الواجهات بين SSP و SCP على SS7 ولها أوجه تشابه مع بروتوكولات TCP / IP . تنجز بروتوكولات SS7 الكثير من نماذج OSI المكون من سبع طبقات. مما يعني أن معايير IN وجب عليها فقط تحديد طبقة التطبيق، والتي تسمى جزء تطبيق الشبكات الذكية أو INAP . وترمز رسائل INAP عن طريق استخدام ASN.1 .
وتعرف الواجهة بين SCP و SDP في المعايير على أنها بروتوكول الوصول إلى الدليل X.500 أو DAP. كشفت واجهة خفيفة الوزن أبسط بكثير في التنفيذ تحت المسمى LDAP من IETF ، ولذلك قام العديد من SCPs تأدية ذلك بدلاً عنه.

## المتغيرات
تم اعتماد المواصفات الأساسية CS-1 وتوسيعها من قبل هيئات المعايير الأخرى. وطورت النكهات الأوروبية بواسطة ETSI ، والنكهات الأمريكية أيضا بواسطة ANSI ، كما في ذلك ووجد أنواع يابانية مختلفة. وكان ضمان التشغيل البيني بين المعدات المصنعة والمنتشرة محليًا من الأسباب الرئيسية لإنتاج المتغيرات في كل منطقة (فعلى سبيل المثال، ثمة إصدارات مختلفة من بروتوكولات SS7 الأساسية بين الاقاليم).
وتمت إضافة وظيفة جديدة أخرى أيضا بمعنى ان المتغيرات تباعدت عن بعضها البعض بما في ذلك المعيار الرئيسي لقطاع تقييس الاتصالات. وأكبر متغير كان تحت مسمى تطبيقات مخصصة لشبكات المحمول المنطق المحسن، أو CAMEL للاختصار. مما سمح ذلك بإنشاء امتدادات لبيئة الهاتف المحمول، وسمح لمشغلي الهاتف المحمول بتقديم نفس خدمات IN للمشتركين أثناء تجوالهم كما يستقبلون في الشبكة المنزلية.
وأصبحت CAMEL معيارًا رئيسيًا في حد ذاتها ويتم الحفاظ عليها حاليًا بواسطة 3GPP . آخر إصدار رئيسي للمعيار كان من CAMEL المرحلة 4. الا ان إن معيار IN هو الوحيد الذي يتم العمل عليه بنشاط حاليًا.
وطورت Bellcore (فيما بعد Telcordia Technologies ) الشبكة الذكية المتقدمة (AIN) باعتبارها بديل الشبكة الذكية لأمريكا الشمالية، وقامت بدمج AIN بالنيابة عن المشغلين الأمريكيين الاساسيين. وكان الهدف الأصلي والذي تم تحديده في أوائل التسعينيات لـ AIN هو AIN 1.0، (الإصدار الأول من عام AIN ، Bellcore SR-NWT-002247 1993). وأثبتت AIN 1.0 أنه غير مجدي من الناحية الفنية للتنفيذ، مما أدى ذلك إلى تعريف المواصفات المبسطة من AIN 0.1 و AIN 0.2. في أمريكا الشمالية، وتقوم البروتوكولات Telcordia SR-3511 (المعروفة أصلاً باسم TA-1129 +)  وبروتوكولات GR-1129-CORE بالعمل على ربط المحولات بأنظمة IN مثل نقاط التحكم في الخدمة (SCPs) أو عقد الخدمة. ويشرح SR-3511 تفاصيل البروتوكول المستند إلى TCP / IP والذي يربط مباشرة SCP وعقدة الخدمة. وتوفر GR-1129-CORE متطلبات عامة لبروتوكول قائم على ISDN والذي تربط SCP بعقد الخدمة عن طريق SSP.

## المستقبل
بينما انخفض النشاط في تطوير معايير IN في السنوات الأخيرة، لازال هناك هناك العديد من الأنظمة المنتشرة في جميع أنحاء العالم والتي تعتمد على هذه التكنولوجيا. وقد أثبتت الهندسة المعمارية أنها ليست مستقرة فحسب، ولكنها أيضًا مصدر دخل مستمر مع إضافة خدمات جديدة طوال الوقت. ويستمر المصنعون في دعم المعدات وبينما لا تمثل التقادم مشكلة.
ومع ذلك، لا زالت تظهر تقنيات واشكال جديدة خاصة في مجال VoIP وSIP . حيث يتم إيلاء المزيد من الاهتمام لاستخدام واجهات برمجة التطبيقات بدلاً من البروتوكولات مثل INAP، وظهرت معايير جديدة من وجهة نظر فنية في شكل JAIN و Parlay. وبدأت لجنة التعليم المستمر في الابتعاد عن أصول الرسوم البيانية الخاصة بها ز الإتجاه نحو بيئة خادم تطبيقات جافا.
فإن هناك انفاعا إلى حد كبيرمع مرور الوقت لمعنى «الشبكة الذكية» التي تقوم بالتطور باستمرار بالاختراقات في الحسابات والخوارزميات. ومن الشبكات المعززة بخوارزميات أكثر مرونة وبروتوكولات وأكثر تقدمًا، إلى الشبكات المصممة باستخدام نماذج تعول على البيانات  إلى الشبكات الممكّنة للذكاء الاصطناعي.